# Дискография Post Malone
Американский рэпер Post Malone выпустил шесть студийных альбома, один микстейп, один сборник, 43 сингла (в том числе 13 в качестве приглашенного исполнителя) и 46 музыкальных видеоклипов.
Он выпустил свой дебютный микстейп August 26th 13 мая 2016 года, доступный бесплатно для цифрового скачивания. Его дебютный альбом Stoney был выпущен 9 декабря 2016 года, в который входили его хиты «White Iverson» и «Congratulations». В 2017 году его сингл «Rockstar» с участием 21 Savage достиг высшей позиции под номером один в американском чарте Billboard Hot 100. В 2018 году Post Malone выпустил свой второй альбом Beerbongs & Bentleys, который дебютировал под номером один в американском чарте Billboard 200. «Psycho» с участием Ty Dolla Sign достиг первой позиции в американском чарте Hot 100 в июне 2018 года. «Sunflower», совместный сингл с Swae Lee, стал его третьим синглом номер один в январе 2019 года. Третий студийный альбом Hollywood’s Bleeding был выпущен 6 сентября 2019 года. 3 июня 2022 года Post Malone выпустил свой четвёртый студийный альбом Twelve Carat Toothache. 28 июля 2023 вышел пятый студийный альбом Austin.

## Альбомы

### Студийные альбомы
| Название                                                                                 | Детали                                                                                      | Высшие позиции в чартах | Высшие позиции в чартах | Высшие позиции в чартах | Высшие позиции в чартах | Высшие позиции в чартах | Высшие позиции в чартах | Высшие позиции в чартах | Высшие позиции в чартах | Высшие позиции в чартах | Высшие позиции в чартах | Продажи                         | Сертификации |
| Название                                                                                 | Детали                                                                                      | US                      | US R&B /HH              | US Rap                  | AUS                     | CAN                     | DEN                     | IRE                     | NZ                      | SWE                     | UK                      | Продажи                         | Сертификации |
| ---------------------------------------------------------------------------------------- | ------------------------------------------------------------------------------------------- | ----------------------- | ----------------------- | ----------------------- | ----------------------- | ----------------------- | ----------------------- | ----------------------- | ----------------------- | ----------------------- | ----------------------- | ------------------------------- | --- |
| Stoney                                                                                   | - Выпущен:9 декабря 2016 - Лейбл: Republic - Форматы: CD, LP, кассета, ЦС, стриминг         | 4                       | 1                       | 1                       | 5                       | 5                       | 2                       | 6                       | 3                       | 2                       | 10                      | - США: 303,902                  | - RIAA: 5× платиновый - ARIA: 2× платиновый - BPI: платиновый - GLF: платиновый - IFPI DEN: 4× платиновый - MC: 6× платиновый - RMNZ: 6× платиновый       |
| Beerbongs & Bentleys                                                                     | - Выпущен: 27 апреля 2018 - Лейбл: Republic - Форматы: CD, LP, ЦС, стриминг                 | 1                       | 1                       | 1                       | 1                       | 1                       | 1                       | 1                       | 1                       | 1                       | 1                       | - США: 472,000                  | - RIAA: 5× платиновый - ARIA: 3× платиновый - BPI: 2× платиновый - GLF: 2× платиновый - IFPI DEN: 4× платиновый - MC: 8× платиновый - RMNZ: 6× платиновый |
| Hollywood’s Bleeding                                                                     | - Выпущен: 6 сентября 2019 - Лейбл: Republic - Форматы: CD, LP, кассета, ЦС, стриминг       | 1                       | 1                       | 1                       | 1                       | 1                       | 1                       | 1                       | 1                       | 3                       | 1                       | - США: 477,700 - Канада: 46,000 | - RIAA: 4× платиновый - ARIA: 2× платиновый - BPI: платиновый - IFPI DEN: 4× платиновый - MC: 8× платиновый - RMNZ: 4× платиновый                         |
| Twelve Carat Toothache                                                                   | - Выпущен: 3 июня 2022 - Лейблы: Republic, Mercury - Форматы: CD, LP, кассета, ЦС, стриминг | 2                       | 1                       | —                       | 2                       | 1                       | 2                       | 3                       | 2                       | 3                       | 3                       | - США: 21,000                   | - BPI: серебряный - GLF: золотой - IFPI DEN: золотой - MC: платиновый - RMNZ: золотой                                                                     |
| Austin                                                                                   | - Выпущен: 28 июля 2023 - Лейбл: Republic, Mercury - Форматы: CD, LP, кассета, ЦС, стриминг | н/д                     | н/д                     | н/д                     | н/д                     | н/д                     | н/д                     | н/д                     | н/д                     | н/д                     | н/д                     | н/д                             | н/д |
| «-» обозначает альбом, который не попал в чарты или не был выпущен на данной территории. |                                                                                             |                         |                         |                         |                         |                         |                         |                         |                         |                         |                         |                                 | |

### Сборники
| Название               | Детали                                                                                         | Высшие позиции в чартах | Высшие позиции в чартах | Высшие позиции в чартах | Высшие позиции в чартах | Высшие позиции в чартах |
| Название               | Детали                                                                                         | AUS                     | CAN                     | IRE                     | NZ                      | UK                      |
| ---------------------- | ---------------------------------------------------------------------------------------------- | ----------------------- | ----------------------- | ----------------------- | ----------------------- | ----------------------- |
| The Diamond Collection | - Выпущен: 21 апреля 2023 - Лейблы: Republic, Mercury - Форматы: Цифровое скачивание, стриминг | 16                      | 11                      | 6                       | 4                       | 15                      |

### Микстейпы
| Название    | Детали                                                                     |
| ----------- | -------------------------------------------------------------------------- |
| August 26th | - Релиз: 12 мая 2016 - Лейбл: Republic - Формат: CD, LP, цифровая загрузка |

## Синглы

### В качестве ведущего исполнителя
| Название                                                                                 | Год  | Высшая позиция в чартах | Высшая позиция в чартах | Высшая позиция в чартах | Высшая позиция в чартах | Высшая позиция в чартах | Высшая позиция в чартах | Высшая позиция в чартах | Высшая позиция в чартах | Высшая позиция в чартах | Высшая позиция в чартах | Сертификации | Альбом                                                    |
| Название                                                                                 | Год  | US                      | US R&B /HH              | US Rap                  | AUS                     | CAN                     | DEN                     | NLD                     | NZ                      | SWE                     | UK                      | Сертификации | Альбом                                                    |
| ---------------------------------------------------------------------------------------- | ---- | ----------------------- | ----------------------- | ----------------------- | ----------------------- | ----------------------- | ----------------------- | ----------------------- | ----------------------- | ----------------------- | ----------------------- | --- | --------------------------------------------------------- |
| «White Iverson»                                                                          | 2015 | 14                      | 5                       | 3                       | —                       | 41                      | —                       | —                       | —                       | —                       | —                       | - RIAA: 5 × платиновый - BPI: золотой - IFPI DEN: платиновый - MC: 2 × платиновый | Stoney                                                    |
| «Too Young»                                                                              | 2015 | —                       | —                       | —                       | —                       | —                       | —                       | —                       | —                       | —                       | —                       | - RIAA: платиновый - MC: золотой | Stoney                                                    |
| «Go Flex»                                                                                | 2016 | 76                      | 30                      | 18                      | —                       | 74                      | —                       | —                       | —                       | 54                      | 100                     | - RIAA: 3 × платиновый - BPI: золотой - IFPI DEN: золотой - MC: платиновый | Stoney                                                    |
| «Deja Vu» (при участии Джастина Бибера)                                                  | 2016 | 75                      | 25                      | 18                      | —                       | 43                      | —                       | —                       | —                       | —                       | 63                      | - RIAA: платиновый - ARIA: платиновый - BPI: серебряный - MC: платиновый | Stoney                                                    |
| «Congratulations» (при участии Quavo)                                                    | 2017 | 8                       | 5                       | 3                       | 30                      | 14                      | 39                      | 80                      | 21                      | 34                      | 26                      | - RIAA: 9 × платиновый - ARIA: 5 × платиновый - BPI: платиновый - GLF: 3 × платиновый - IFPI DEN: платиновый - MC: 6 × платиновый - RMNZ: 2 × платиновый                                | Stoney                                                    |
| «Rockstar» (при участии 21 Savage)                                                       | 2017 | 1                       | 1                       | 1                       | 1                       | 1                       | 1                       | 2                       | 1                       | 1                       | 1                       | - RIAA: 8 × платиновый - ARIA: 8 × платиновый - BPI: 3 × платиновый - GLF: 7 × платиновый - IFPI DEN: 3 × платиновый - MC: 9 × платиновый - NVPI: 4 × платиновый - RMNZ: 2 × платиновый | Beerbongs & Bentleys                                      |
| «Candy Paint»                                                                            | 2017 | 34                      | 21                      | 18                      | 19                      | 27                      | 18                      | 82                      | 6                       | 39                      | 65                      | - RIAA: 2 × платиновый - ARIA: 3 × платиновый - BPI: золотой - GLF: платиновый - IFPI DEN: платиновый - MC: 2 × платиновый - NVPI: золотой - RMNZ: платиновый                           | The Fate of the Furious: The Album и Beerbongs & Bentleys |
| «I Fall Apart»                                                                           | 2017 | 16                      | 9                       | 8                       | 2                       | 20                      | 36                      | 73                      | 1                       | 16                      | 19                      | - RIAA: 5 × платиновый - ARIA: 7 × платиновый - BPI: платиновый - GLF: 2 × платиновый - IFPI DEN: золотой - MC: 3 × платиновый - RMNZ: 3 × платиновый                                   | Stoney                                                    |
| «Psycho» (при участии Ty Dolla Sign)                                                     | 2018 | 1                       | 1                       | 1                       | 1                       | 1                       | 2                       | 8                       | 2                       | 1                       | 4                       | - RIAA: 5 × платиновый - ARIA: 5 × платиновый - BPI: платиновый - GLF: платиновый - IFPI DEN: платиновый - MC: 3 × платиновый - NVPI: платиновый - RMNZ: платиновый                     | Beerbongs & Bentleys                                      |
| «Ball for Me» (при участии Ники Минаж)                                                   | 2018 | 16                      | 11                      | 8                       | 14                      | 7                       | —                       | 61                      | —                       | 47                      | 70                      | - RIAA: платиновый - ARIA: платиновый - BPI: серебряный | Beerbongs & Bentleys                                      |
| «Better Now»                                                                             | 2018 | 3                       | 2                       | 2                       | 2                       | 3                       | 3                       | 5                       | 1                       | 1                       | 6                       | - RIAA: 4 × платиновый - ARIA: 5 × платиновый - BPI: платиновый - GLF: платиновый - IFPI DEN: 2 × платиновый - MC: 5 × платиновый - NVPI: 2 × платиновый - RMNZ: 2 × платиновый         | Beerbongs & Bentleys                                      |
| «Sunflower» (совместно с Swae Lee)                                                       | 2018 | 1                       | 1                       | 1                       | 1                       | 1                       | 3                       | 33                      | 1                       | 4                       | 3                       | - RIAA: 3 × платиновый - ARIA: 7 × платиновый - BPI: платиновый - IFPI DEN: платиновый - RMNZ: 3 × платиновый                                                                           | Spider-Man: Into the Spider-Verse и Hollywood’s Bleeding  |
| «Wow»                                                                                    | 2018 | 2                       | 1                       | 1                       | 2                       | 3                       | 2                       | 21                      | 1                       | 2                       | 3                       | - RIAA: платиновый - ARIA: 4 × платиновый - BPI: платиновый - IFPI DEN: платиновый - RMNZ: 2 × платиновый                                                                               | Hollywood’s Bleeding                                      |
| «Goodbyes» (при участии Янг Тага)                                                        | 2019 | 3                       | 2                       | 2                       | 5                       | 5                       | 7                       | 5                       | 4                       | 4                       | 5                       | - ARIA: золотой - BPI: серебряный - MC: 2 × платиновый - RMNZ: золотой | Hollywood’s Bleeding                                      |
| «Circles»                                                                                | 2019 | 4                       | —                       | —                       | 2                       | 2                       | 3                       | 9                       | 1                       | 7                       | 5                       | - MC: золотой | Hollywood’s Bleeding                                      |
| «Enemies» (при участии DaBaby)                                                           | 2019 | 16                      | 9                       | 7                       | 28                      | 15                      | 25                      | 32                      | —                       | 32                      | —                       | | Hollywood’s Bleeding                                      |
| «Allergic»                                                                               | 2019 | 37                      | —                       | —                       | 45                      | 39                      | —                       | 56                      | —                       | 55                      | —                       | | Hollywood’s Bleeding                                      |
| «Take What You Want» (при участии Оззи Осборна и Трэвис Скотт)                           | 2019 | 8                       | —                       | —                       | 30                      | 8                       | 19                      | 37                      | 30                      | 24                      | 22                      | - RIAA: 2 × платиновый - BPI: серебряный - IFPI DEN: золотой - MC: 3 × платиновый | Hollywood’s Bleeding                                      |
| «Only Wanna Be with You»                                                                 | 2021 | 74                      | —                       | —                       | —                       | 58                      | —                       | —                       | —                       | 33                      | 76                      | | Pokémon 25: The Album                                     |
| «Life’s a Mess» (совместно с Juice WRLD и Clever)                                        | 2021 | 97                      | 41                      | —                       | —                       | 68                      | —                       | —                       | —                       | —                       | —                       | | Crazy                                                     |
| «Motley Crew»                                                                            | 2021 | 13                      | 3                       | 1                       | 19                      | 9                       | 29                      | 73                      | 28                      | 37                      | 31                      | | Вне альбомный сингл                                       |
| «One Right Now» (совместно с The Weeknd)                                                 | 2021 | 6                       | —                       | —                       | 9                       | 7                       | 12                      | 35                      | 19                      | 10                      | 20                      | - ARIA: платиновый | Twelve Carat Toothache                                    |
| «—» обозначает запись, которая не попала в чарт или не была выпущена на этой территории. |      |                         |                         |                         |                         |                         |                         |                         |                         |                         |                         | |                                                           |

### В качестве приглашенного исполнителя
| Название                                                                                 | Год  | Высшая позиция в чартах | Высшая позиция в чартах | Высшая позиция в чартах | Высшая позиция в чартах | Высшая позиция в чартах | Высшая позиция в чартах | Высшая позиция в чартах | Высшая позиция в чартах | Высшая позиция в чартах | Сертификации | Альбом                     |
| Название                                                                                 | Год  | US                      | AUS                     | CAN                     | DEN                     | IRE                     | NLD                     | NZ                      | SWE                     | UK                      | Сертификации | Альбом                     |
| ---------------------------------------------------------------------------------------- | ---- | ----------------------- | ----------------------- | ----------------------- | ----------------------- | ----------------------- | ----------------------- | ----------------------- | ----------------------- | ----------------------- | --- | -------------------------- |
| «Burning Man» (Watt при участии Post Malone)                                             | 2017 | —                       | —                       | —                       | —                       | —                       | —                       | —                       | —                       | —                       | | xXx: Return of Xander Cage |
| «Homemade Dynamite (Remix)» (Лорд при участии Халида, Post Malone и SZA)                 | 2017 | 92                      | 23                      | 54                      | —                       | —                       | 92                      | 20                      | 84                      | —                       | - ARIA: платиновый - MC: платиновый - RMNZ: платиновый                                                                                   | Melodrama                  |
| «You» (Dynamite Dylan при участии Post Malone)                                           | 2018 | —                       | —                       | —                       | —                       | —                       | —                       | —                       | —                       | —                       | | You EP                     |
| «Jackie Chan» (Tiësto и Dzeko при участии Preme и Post Malone)                           | 2018 | 52                      | 13                      | 7                       | 6                       | 21                      | 7                       | 7                       | 25                      | 5                       | - RIAA: платиновый - ARIA: платиновый - BPI: платиновый - GLF: платиновый - IFPI DEN: платиновый - MC: 3 × платиновый - RMNZ: платиновый | Non-album single           |
| «—» обозначает запись, которая не попала в чарт или не была выпущена на этой территории. |      |                         |                         |                         |                         |                         |                         |                         |                         |                         | |                            |

## Другие песни в чартах
| Название                                                                                 | Год  | Высшая позиция в чартах | Высшая позиция в чартах | Высшая позиция в чартах | Высшая позиция в чартах | Высшая позиция в чартах | Высшая позиция в чартах | Высшая позиция в чартах | Высшая позиция в чартах | Высшая позиция в чартах | Высшая позиция в чартах | Сертификации                                            | Альбом               |
| Название                                                                                 | Год  | US                      | US R&B /HH              | US Rap                  | AUS                     | CAN                     | IRE                     | NLD                     | NZ                      | SWE                     | UK                      | Сертификации                                            | Альбом               |
| ---------------------------------------------------------------------------------------- | ---- | ----------------------- | ----------------------- | ----------------------- | ----------------------- | ----------------------- | ----------------------- | ----------------------- | ----------------------- | ----------------------- | ----------------------- | ------------------------------------------------------- | -------------------- |
| «No Option»                                                                              | 2016 | —                       | —                       | —                       | —                       | —                       | —                       | —                       | —                       | —                       | —                       | - RIAA: платиновый - BPI: серебряный                    | Stoney               |
| «Big Lie»                                                                                | 2016 | —                       | —                       | —                       | —                       | —                       | —                       | —                       | —                       | —                       | —                       |                                                         | Stoney               |
| «Patient»                                                                                | 2016 | —                       | —                       | —                       | —                       | 97                      | —                       | —                       | —                       | —                       | —                       | - ARIA: золотой - MC: золотой                           | Stoney               |
| «Money Made Me Do It» (при участии 2 Chainz)                                             | 2016 | —                       | —                       | —                       | —                       | —                       | —                       | —                       | —                       | —                       | —                       |                                                         | Stoney               |
| «Notice Me» (Migos при участии Post Malone)                                              | 2018 | 52                      | 26                      | 24                      | —                       | 35                      | —                       | —                       | —                       | —                       | —                       | - MC: золотой                                           | Culture II           |
| «Paranoid»                                                                               | 2018 | 11                      | 7                       | 7                       | 10                      | 6                       | 7                       | 33                      | 7                       | 16                      | 11                      | - RIAA: платиновый - ARIA: платиновый - BPI: серебряный | Beerbongs & Bentleys |
| «Spoil My Night» (при участии Swae Lee)                                                  | 2018 | 15                      | 10                      | —                       | 19                      | 12                      | 18                      | 43                      | —                       | 32                      | —                       | - RIAA: платиновый - ARIA: платиновый - BPI: серебряный | Beerbongs & Bentleys |
| «Rich & Sad»                                                                             | 2018 | 14                      | 9                       | —                       | 21                      | 13                      | 21                      | 54                      | 26                      | 31                      | —                       | - RIAA: платиновый - ARIA: золотой - BPI: серебряный    | Beerbongs & Bentleys |
| «Over Now»                                                                               | 2018 | 24                      | 16                      | 13                      | 27                      | 20                      | 19                      | 60                      | —                       | 34                      | —                       | - RIAA: платиновый - ARIA: золотой                      | Beerbongs & Bentleys |
| «Zack and Codeine»                                                                       | 2018 | 23                      | 15                      | 12                      | 32                      | 17                      | 22                      | 63                      | —                       | 54                      | —                       | - ARIA: золотой                                         | Beerbongs & Bentleys |
| «Same Bitches» (при участии G-Eazy и YG)                                                 | 2018 | 20                      | 13                      | 10                      | 25                      | 18                      | 26                      | 65                      | —                       | 57                      | —                       | - ARIA: золотой                                         | Beerbongs & Bentleys |
| «Stay»                                                                                   | 2018 | 17                      | —                       | —                       | 30                      | 15                      | 16                      | 66                      | 20                      | 48                      | —                       | - RIAA: платиновый - ARIA: золотой                      | Beerbongs & Bentleys |
| «Takin' Shots»                                                                           | 2018 | 29                      | 18                      | 15                      | 36                      | 22                      | 25                      | 72                      | —                       | 52                      | —                       | - ARIA: золотой                                         | Beerbongs & Bentleys |
| «Otherside»                                                                              | 2018 | 46                      | 29                      | —                       | 41                      | 30                      | 28                      | 79                      | —                       | 60                      | —                       |                                                         | Beerbongs & Bentleys |
| «92 Explorer»                                                                            | 2018 | 40                      | 26                      | 19                      | 44                      | 26                      | 29                      | 86                      | —                       | 63                      | —                       | - ARIA: золотой                                         | Beerbongs & Bentleys |
| «Blame It on Me»                                                                         | 2018 | 47                      | 30                      | —                       | 43                      | 32                      | 33                      | 94                      | —                       | 72                      | —                       | - ARIA: золотой                                         | Beerbongs & Bentleys |
| «Sugar Wraith»                                                                           | 2018 | 57                      | 37                      | —                       | 58                      | 44                      | 42                      | —                       | —                       | 77                      | —                       |                                                         | Beerbongs & Bentleys |
| «Jonestown (Interlude)»                                                                  | 2018 | 73                      | 45                      | —                       | —                       | 57                      | 51                      | —                       | —                       | —                       | —                       |                                                         | Beerbongs & Bentleys |
| «Celebrate» (DJ Khaled при участии Трэвиса Скотта и Post Malone)                         | 2019 | 52                      | 23                      | 19                      | —                       | 37                      | —                       | —                       | —                       | —                       | —                       |                                                         | Father of Asahd      |
| «Hollywood’s Bleeding»                                                                   | 2019 | 15                      | —                       | —                       | 17                      | 12                      | 8                       | 20                      | 18                      | 12                      | 11                      |                                                         | Hollywood’s Bleeding |
| «Saint-Tropez»                                                                           | 2019 | 18                      | 10                      | 8                       | 19                      | 10                      | —                       | 23                      | 17                      | 10                      | —                       |                                                         | Hollywood’s Bleeding |
| «A Thousand Bad Times»                                                                   | 2019 | 29                      | —                       | —                       | 39                      | 29                      | —                       | 44                      | —                       | 43                      | —                       |                                                         | Hollywood’s Bleeding |
| «Die for Me» (при участии Фьючера и Холзи)                                               | 2019 | 20                      | 11                      | 9                       | 23                      | 21                      | —                       | 38                      | —                       | 39                      | —                       |                                                         | Hollywood’s Bleeding |
| «On the Road» (при участии Meek Mill и Lil Baby)                                         | 2019 | 22                      | 13                      | 11                      | 35                      | 22                      | —                       | 41                      | —                       | 47                      | —                       |                                                         | Hollywood’s Bleeding |
| «Take What You Want» (при участии Оззи Осборна и Трэвиса Скотта)                         | 2019 | 8                       | —                       | —                       | 30                      | 8                       | —                       | 37                      | —                       | 24                      | —                       |                                                         | Hollywood’s Bleeding |
| «I’m Gonna Be»                                                                           | 2019 | 33                      | —                       | —                       | 54                      | 35                      | —                       | 65                      | —                       | 69                      | —                       |                                                         | Hollywood’s Bleeding |
| «Staring at the Sun» (при участии SZA)                                                   | 2019 | 34                      | —                       | —                       | 48                      | 38                      | —                       | 70                      | —                       | 71                      | —                       |                                                         | Hollywood’s Bleeding |
| «Internet»                                                                               | 2019 | 58                      | 25                      | 22                      | 77                      | 53                      | —                       | 91                      | —                       | —                       | —                       |                                                         | Hollywood’s Bleeding |
| «Myself»                                                                                 | 2019 | 52                      | —                       | —                       | 71                      | 47                      | —                       | 85                      | —                       | 89                      | —                       |                                                         | Hollywood’s Bleeding |
| «I Know»                                                                                 | 2019 | 53                      | 24                      | 21                      | 76                      | 52                      | —                       | 90                      | —                       | 96                      | —                       |                                                         | Hollywood’s Bleeding |
| «—» обозначает запись, которая не попала в чарт или не была выпущена на этой территории. |      |                         |                         |                         |                         |                         |                         |                         |                         |                         |                         |                                                         |                      |

## Гостевое участие
| Название             | Год  | Другие исполнители                          | Альбом                           |
| -------------------- | ---- | ------------------------------------------- | -------------------------------- |
| «Came Up»            | 2015 | Flosstradamus, FKi 1st, Graves, Key!        | н/д                              |
| «Getcha Some»        | 2015 | Chevy Woods, PJ                             | The 48 Hunnid Project            |
| «On God»             | 2015 | Zuse                                        | Trap Zuse                        |
| «Tryna Fuck Me Over» | 2015 | 50 Cent                                     | The Kanan Tape                   |
| «Embarrassed»        | 2015 | Gucci Mane, Riff Raff, Lil B                | East Atlanta Santa 2             |
| «Fade»               | 2016 | Канье Уэст, Ty Dolla Sign                   | The Life of Pablo                |
| «Write Our Names»    | 2016 | Moxie Raia                                  | 931                              |
| «The Meaning»        | 2016 | FKi 1st                                     | First Time for Everything Part 1 |
| «OMG»                | 2016 | Coke Boy Zack, Quavo, Velous                | Here’s Half                      |
| «BonBon» (Remix)     | 2016 | Эра Истрефи                                 | н/д                              |
| «Camera»             | 2016 | DJ Drama, FKi 1st, Lil Uzi Vert, Мак Миллер | Quality Street Music 2           |
| «Winner Time»        | 2016 | Sauce Lord Rich                             | Know Me: King Wolf               |
| «Malibu»             | 2016 | 24hrs                                       | Sunset Blvd                      |
| «Too Late»           | 2017 | Trae tha Truth                              | Tha Truth: Part Three            |
| «Notice Me»          | 2018 | Migos                                       | Culture II                       |
| «You»                | 2018 | Dynamite Dylan                              | Внеальбомный трек                |
| «What About Me»      | 2018 | Лил Уэйн                                    | Tha Carter V                     |
| «all my friends»     | 2018 | 21 Savage                                   | I Am Greater Than I Was          |

## Видеоклипы

### В качестве ведущего исполнителя
| Название          | Год  | Режиссёр                   |
| ----------------- | ---- | -------------------------- |
| «White Iverson»   | 2015 | Van Alpert                 |
| «#mood»           | 2015 |                            |
| «Too Young»       | 2015 | John Rawlins               |
| «Boy Bandz»       | 2015 | John Rawlins               |
| «Go Flex»         | 2016 | James DeFina, Chris Velona |
| «Congratulations» | 2017 | James DeFina               |
| «Rockstar»        | 2017 | Emil Nava                  |
| «Psycho»          | 2018 | James DeFina               |
| «Better Now»      | 2018 | Adam Degross               |
| «Wow»             | 2019 | James DeFina               |
| «Wow» (Remix)     | 2019 | Chris Villa, James DeFina  |
| «Goodbyes»        | 2019 | Colin Tilley               |
| «Circles»         | 2019 | Colin Tilley               |
| «Saint-Tropez»    | 2019 | Chris Villa                |

### В качестве приглашенного исполнителя
| Название                                                       | Год  | Режиссёр         |
| -------------------------------------------------------------- | ---- | ---------------- |
| «The Meaning» (FKi 1st при участии Post Malone)                | 2016 | John Rawl, JMP   |
| «Burning Man» (Watt при участии Post Malone)                   | 2017 | Phillip R. Lopez |
| «You» (Dynamite Dylan при участии Post Malone)                 | 2018 |                  |
| «Jackie Chan» (Tiësto и Dzeko при участии Preme и Post Malone) | 2018 |                  |

### Комментарии
1. ↑  Альбом дебютировал тиражом 19 000 чистых копий в первую неделю после выхода в 2016 году и был продан тиражом 4 302 экземпляра в течение второй недели после выхода. В течение 2017 года было продано 129 000 чистых копий, более 89 000 копий в течение 2018 года, 28 000 копий в 2019 году и 34 600 копий в 2020 году[11][12][13][14].
2. ↑  В течение 2018 года "Beerbongs & Bentleys" был продан тиражом более 343 000 чистых копий. Кроме того, в 2019 году было продано 78 000 копий, а в 2020 году - 51 000 копий[11][13][22].
3. ↑  During 2019, the album sold over 312,000 copies and 165,700 during 2020 in the United States.[11][22]
4. ↑  During 2019, the album sold 37,000 copies in Canada. It sold an additional 7,000 in 2020, and 2,000 in the first sixth months of 2021.[25][26][27]
5. ↑  «White Iverson» не вошёл в чарт Swedish Singellista, но достиг высшей позиции под номером четыре в чарте Swedish Heatseekers.[42]
6. ↑  «Too Young» не вошёл в чарт Hot R&B/Hip-Hop Songs, но достиг высшей позиции под номером 8 в чарте Bubbling Under R&B/Hip-Hop Singles.[44]
7. ↑  «Deja Vu» не вошёл в чарт NZ Top 40 Singles, но достиг высшей позиции под номером один в чарте NZ Heatseekers.[46]
8. ↑  «Deja Vu» не вошёл в чарт Swedish Singellista, но достиг высшей позиции под номером 14 в чарте Swedish Heatseekers.[47]
9. ↑  «No Option» не вошёл в чарт Billboard Hot 100, но достиг высшей позиции под номером 18 в чарте Bubbling Under Hot 100.[85]
10. ↑  «No Option» не вошёл в чарт Hot R&B/Hip-Hop Songs, но достиг высшей позиции под номером четыре в чарте Hot R&B/Hip-Hop Songs.[44]
11. ↑  «No Option» не вошёл в чарт NZ Top 40 Singles, но достиг высшей позиции под номером восемь в чарте NZ Heatseeker Singles.[86]
12. ↑  «Big Lie» не вошёл в чарт Hot R&B/Hip-Hop Songs, но достиг высшей позиции под номером шесть в чарте Hot R&B/Hip-Hop Songs.[44]
13. ↑  «Patient» не вошёл в чарт Hot R&B/Hip-Hop Songs, но достиг высшей позиции под номером восемь в чарте Hot R&B/Hip-Hop Songs.[44]
14. ↑  «Money Made Me Do It» не вошёл в чарт NZ Top 40 Singles, но достиг высшей позиции под номером девять в чарте NZ Heatseeker Singles.[86]
15. ↑  «Spoil My Night» не вошёл в чарт NZ Top 40 Singles, но достиг высшей позиции под номером один в чарте NZ Heatseeker Singles.[83]
16. ↑  «Jonestown» не вошёл в чарт Swedish Singellista, но достиг высшей позиции под номером четыре в чарте Swedish Heatseeker.[88]
17. ↑  «Take What You Want» не вошёл в чарт NZ Top 40 Singles, но достиг высшей позиции под номером пять в чарте NZ Hot Singles.[90]
18. ↑  «Internet» не вошёл в чарт Swedish Singellista, но достиг высшей позиции под номером один в чарте Swedish Heatseeker.[91]